# Ernesto Nicolini
Ernesto Nicolini (Saint-Malo, Bretanya, 23 de febrer de 1834 - Pau, Occitània, 19 de gener de 1898) fou un tenor operístic francès, particularment associat en el repertori francès i italià.
Estudià en el Conservatori de París i debutà en el teatre de l'Òpera Còmica el juliol de 1857, interpretant els Mosquetaires de le Reine, i en debutar la seva fama restà fonamentada en l'admirable veu de tenor fresca i pura del seu cant. De París sortí per a altres ciutats de França, i passà a l'estranger dedicat a l'òpera italiana. Retornà a la seva pàtria i treballà en el Teatre Italià fins al 1870, anant en ocasió de la guerra a Londres, Brussel·les, Viena i Sant Petersburg, on trobà de bell nou la seva antiga companya de la sala Ventador, la cèlebre Adelina Patti, amb la qual més tard es casà, vidu ell i divorciada ella del marquès de Caux.
Nicolini no tardà a abandonar l'escena a causa de la seva precària salut, acompanyant des de llavors a la seva esposa en les gires artístiques.